# Talavera (Hiszpania)
Talavera – gmina w Hiszpanii, w prowincji Lleida, w Katalonii, o powierzchni 30,05 km². W 2011 roku gmina liczyła 288 mieszkańców.